# リチャード・スプルース

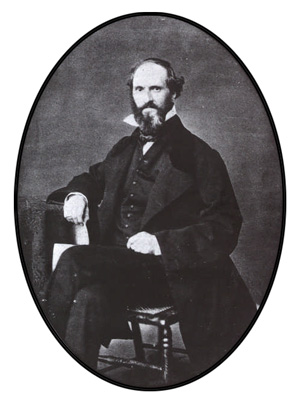
Richard Spruce 1864

リチャード・スプルース（Richard Spruce 、1817年9月10日 – 1893年12月28日）はイギリスの植物学者である。ビクトリア朝を代表する植物採集家の一人で15年間にわたって、アマゾン川流域をアンデス山脈からその河口までを探検し、ヨーロッパ人の入ったことのなかった多く場所を訪れた。スプルースが1849年から1864年の間に集めた植物や歴史的な遺物や民俗学的な史料は、王立植物園（キューガーデン）やダブリンのトリニティ・カレッジやマンチェスター大学で研究された。

## 略歴
ヨークシャーのハワードキャッスル近くのガンソープ（Ganthorpe）で教師の息子として生まれた。子供時代から自然科学が好きで、植物の一覧を作るのが楽しみであり、天文学にも興味をもった。16歳の1834年にガンソープ周辺で集めた植物の一覧を作った。数年かけて集め、名前を調べ、アルファベット順に配置し、403の種がふくまれていた。3年後に485種の顕花植物を含む『モルトン地区の植物一覧』をまとめ、希少な植物については、1840年に出版された、植物学者のヘンリー・ベインズ（Henry Baines）の『ヨークシャーの植物』に参考にされた。1845年にロンドン植物雑誌に23のイギリスの蘚苔類の新種について発表し、その半分は自ら発見した新種の植物であった。同年にThe Phytologistに『ヨークシャーの蘚苔類の一覧』（"List of the Musci and Hepaticae of Yorkshire"）を発表した。
1845年から1846年にかけて、ピレネーでの植物採集旅行を行った。1849年から、アルフレッド・ラッセル・ウォレスやヘンリー・ウォルター・ベイツらのアマゾンの探検者の後を受けて、14年間にわたって、アマゾンやアンデスの探検、植物収集を行い、30,000種以上の植物を集めた。帰国後、『アマゾンと、ペルー、エクアドルのアンデス山脈の蘚苔類』（"Hepaticae of the Amazon and the Andes of Peru and Ecuador"）を執筆した。
1852年にアマゾン川流域のキントラノオ科のつる植物「バニステリオプシス・カーピ」（Banisteriopsis caapi）について記載した。これはアマゾン西部の先住民族の向精神性の飲料、アヤワスカの主原料である。1860年の25番目の論文の"On the Mountains of Llanganati in the Eastern Cordillera of the Quitonian Andes"はアンデス山脈のエクアドルの領域の貴重な情報源となり、エドワード・ブルックス（Edwards Cranston Brooks）やジョージ・ディオット（George Miller Dyott）らの「リャンガナテスの秘宝」を探す探険家たちはこの論文を参考にした。
1866年に王立地理学会のフェローに選ばれた。

## 訳書
- 『アマゾンとアンデスにおける一植物学者の手記』（上下）、ウォレス編、長澤純夫・大曾根静香訳、築地書館、2004年

友人アルフレッド・ラッセル・ウォレスが85歳時で、スプルースの遺稿を編纂。